# Parameliola
Parameliola is een geslacht van schimmels uit de orde Pleosporales. De typesoort is Parameliola dimocarpi. De familie is nog niet eenduidig bepaald (Incertae sedis).

## Soorten
Volgens Index Fungorum telt het geslacht twee soorten (peildatum februari 2022):
| Soortnaam             | Auteur(s)             | Publicatiejaar |
| --------------------- | --------------------- | -------------- |
| Parameliola acaciae   | Hongsanan & K.D. Hyde | 2016           |
| Parameliola dimocarpi | Hongsanan & K.D. Hyde | 2016           |